# Bourlaschouwburg
De Bourlaschouwburg is een schouwburg in de Theaterbuurt in het centrum van Antwerpen met circa 900 plaatsen. Het gebouw is opgetrokken in neoclassicistische stijl op de plaats van het vroegere Tapissierspand.

## Historiek
De schouwburg werd in opdracht van de stad ontworpen in 1827 door stadsarchitect Pierre Bruno Bourla. De bouw werd gestart in 1829, maar liep vertraging op door de Belgische Revolutie. Het Parijse atelier van Humanité René Philastre en Charles-Antoine Cambon kreeg de opdracht voor de decoratie van het interieur en de bouw van de theatermachinerie. Uiteindelijk werd de schouwburg voltooid in 1834 en op 1 september van dat jaar geopend onder de naam Grand Théâtre of Théâtre Royal Français, naar het Franstalige gezelschap dat erin speelde.
In 1865 onderging het interieur voor het eerst aanzienlijke verbouwingen, waardoor de capaciteit steeg van 1300 naar 2000 plaatsen. Latere verbouwingen vonden plaats in 1904 en 1913. In 1933 wijzigde de naam van de schouwburg van Théâtre Royal Français naar Koninklijke Nederlandse Schouwburg, naar het gelijknamige stadsgezelschap dat er huisde. Sinds 25 maart 1938 is de schouwburg een beschermd monument.
In 1980 sloot de Bourlaschouwburg de deuren. In 1991 startte een renovatie van zowel het interieur als de gevels, met behoud van de historisch waardevolle theatermachinerie. De schouwburg werd heropend in 1993, toen Antwerpen Culturele Hoofdstad van Europa was.

## Gezelschappen
Van 1834 tot 1933 werd de Bourlaschouwburg bespeeld door het gezelschap van het Théâtre Royal Français, ook wel 'de Franse Opera' genoemd. In 1933 nam de Koninklijke Nederlandse Schouwburg (KNS) deze scène in. Sinds 1994 huisvest de Bourlaschouwburg Toneelhuis, dat een fusie is tussen de Antwerpse gezelschappen Koninklijke Nederlandse Schouwburg en Blauwe Maandag Compagnie.

## Theatermachinerie
De toneeltoren bevat de oorspronkelijke houten theatermachinerie uit 1834. Dat deze machinerie nog volledig in werking gebracht kan worden is uniek in België en zeldzaam in Europa. De historische theatermachinerie van de Bourlaschouwburg werd in 2014 tot de 7 meest bedreigde erfgoedsites in Europa gerekend door Europa Nostra. Een zoektocht naar een compromis tussen de mogelijkheden die de authentieke theatermachinerie biedt en de technische noden van een hedendaags theatergezelschap drong zich op. Daartoe werd een haalbaarheidsstudie gemaakt en diepgaander onderzoek gevoerd. In 2017 werkten twee Londense architectenbureaus (DRDH Architects en Julian Harrap Architects) een masterplan uit voor een restauratie en renovatie die de noden van een hedendaags theater combineert met een respectvolle omgang met het verleden. Dat plan werd op 16 maart 2018 voorgesteld. Het plan stelt voor dat de historische theatermachinerie in haar geheel bewaard en bruikbaar blijft voor historische opvoeringen, terwijl in het boventoneel toch nieuwe computergestuurde machinerie geïnstalleerd kan worden met slechts minimale aanpassingen aan het historische mechanisme. Ook willen de architecten in hun plan de hellende scène vlak maken en verlagen en een beter comfort voor meer toeschouwers voorzien. De uitvoering van de plannen is voorzien tussen 2019 en 2024.

## Galerij

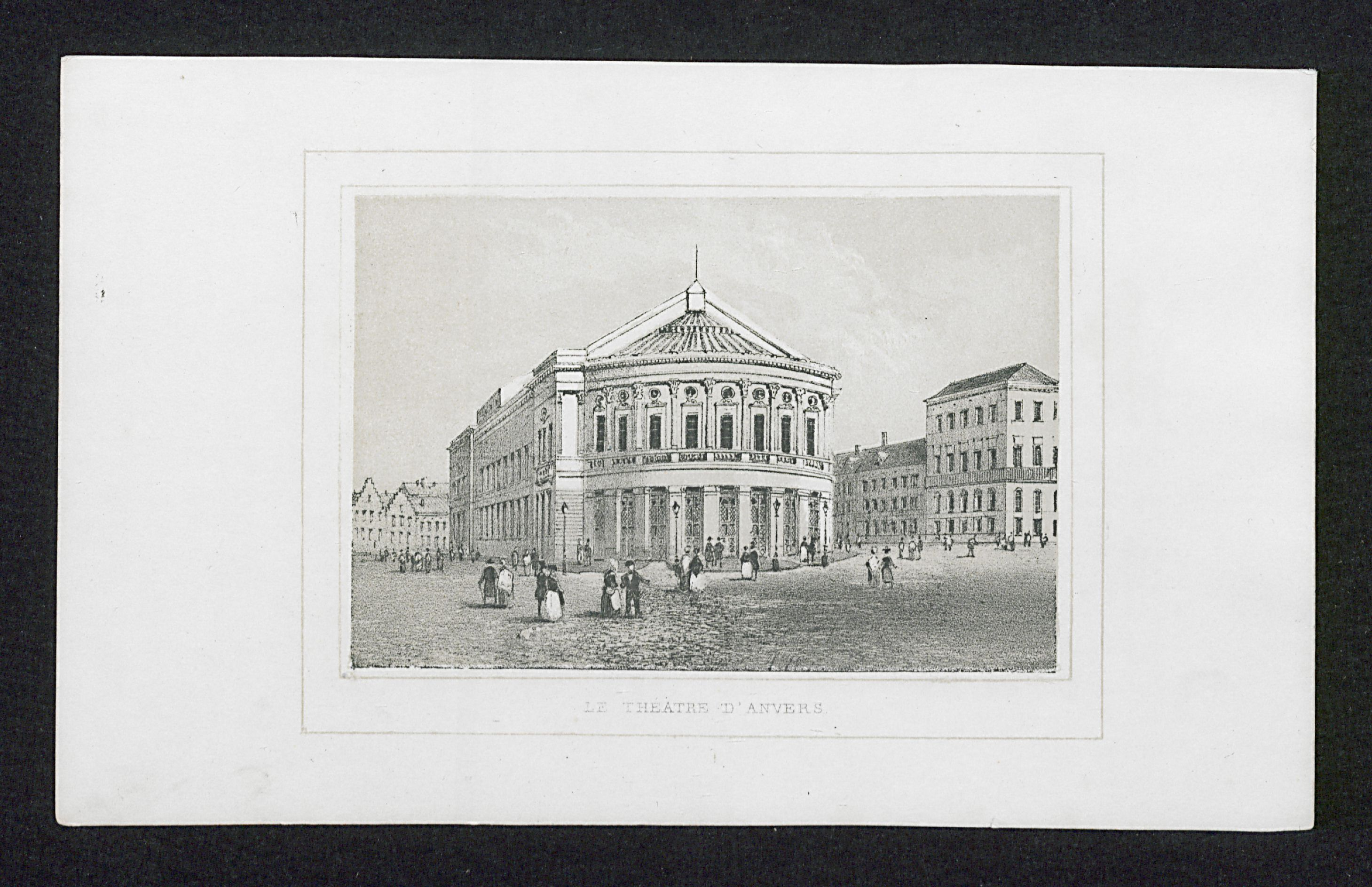
De Bourlaschouwburg, na 1818 (Prentenkabinet Universiteit Antwerpen)
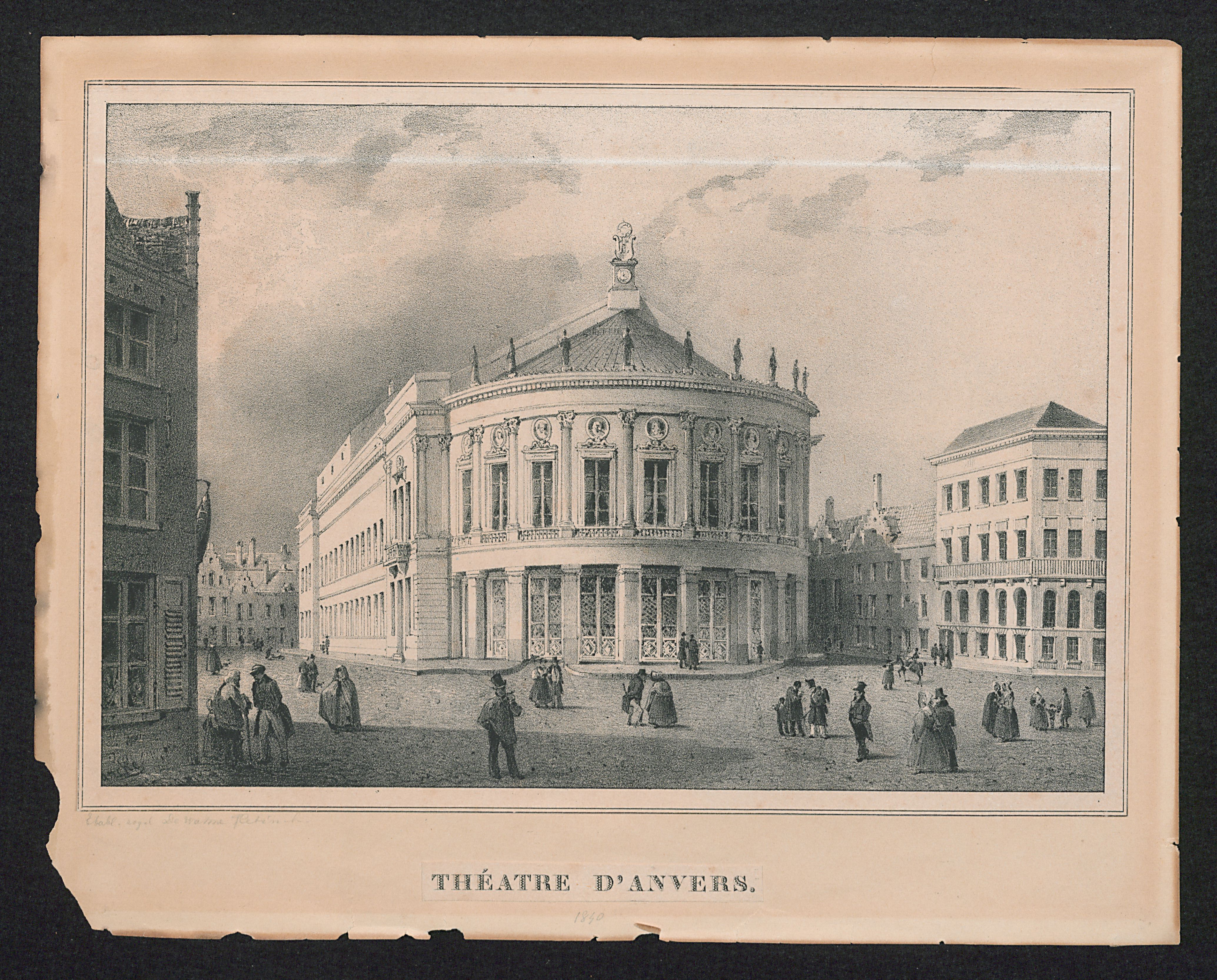
De Bourlaschouwburg, na 1818 (Prentenkabinet Universiteit Antwerpen)
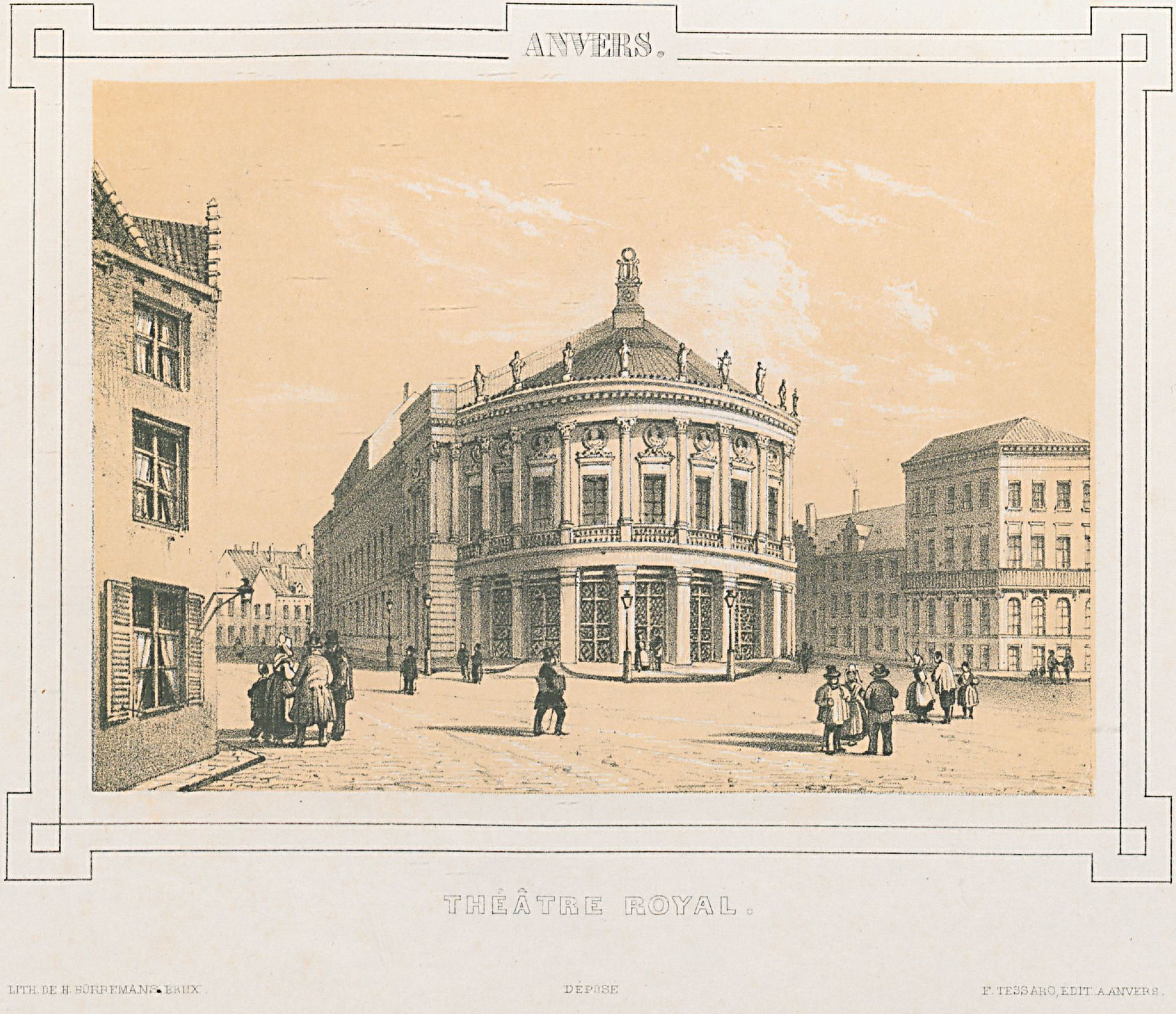
De Bourlaschouwburg, ca. 1847 (Prentenkabinet Universiteit Antwerpen)
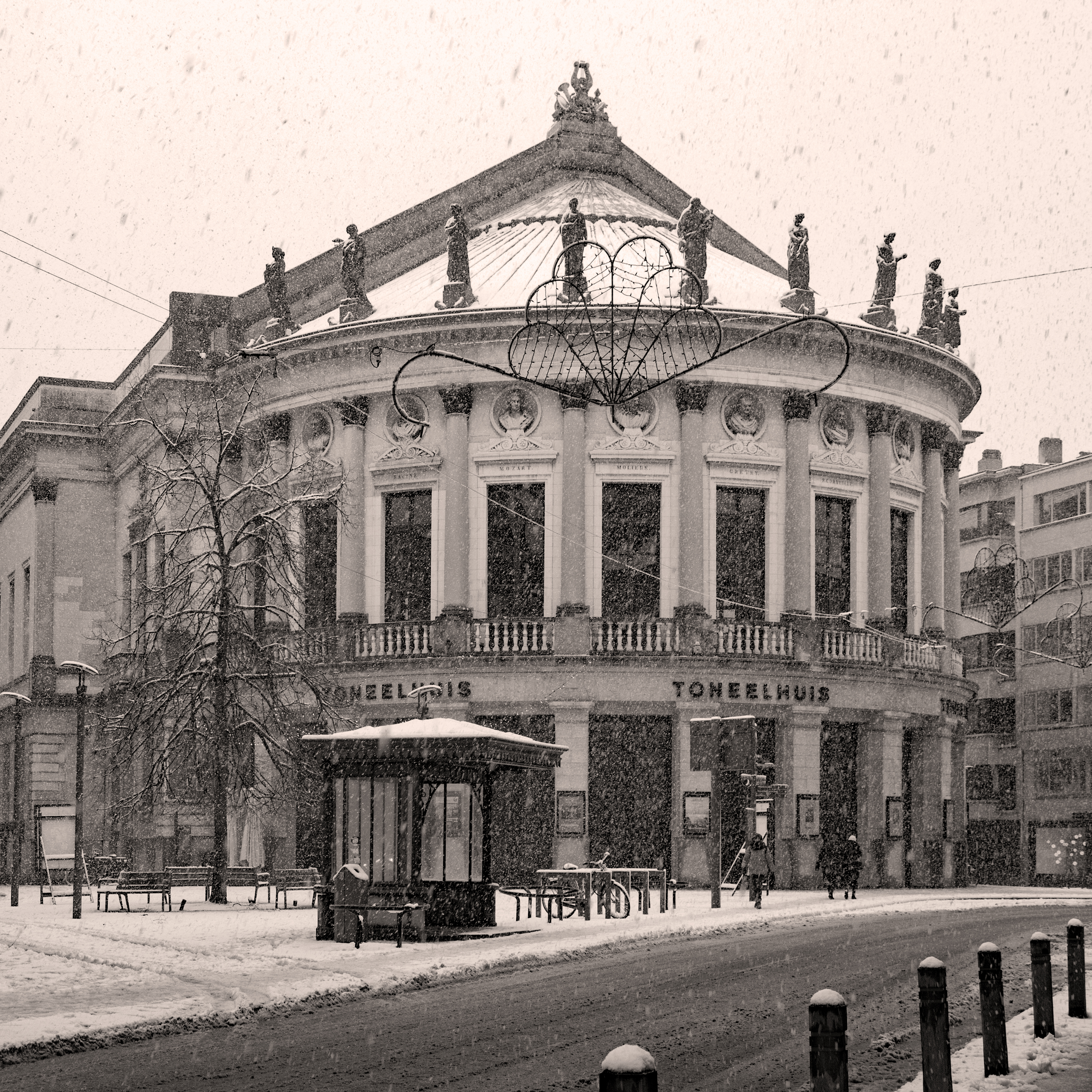
Bourlaschouwburg, voorzijde
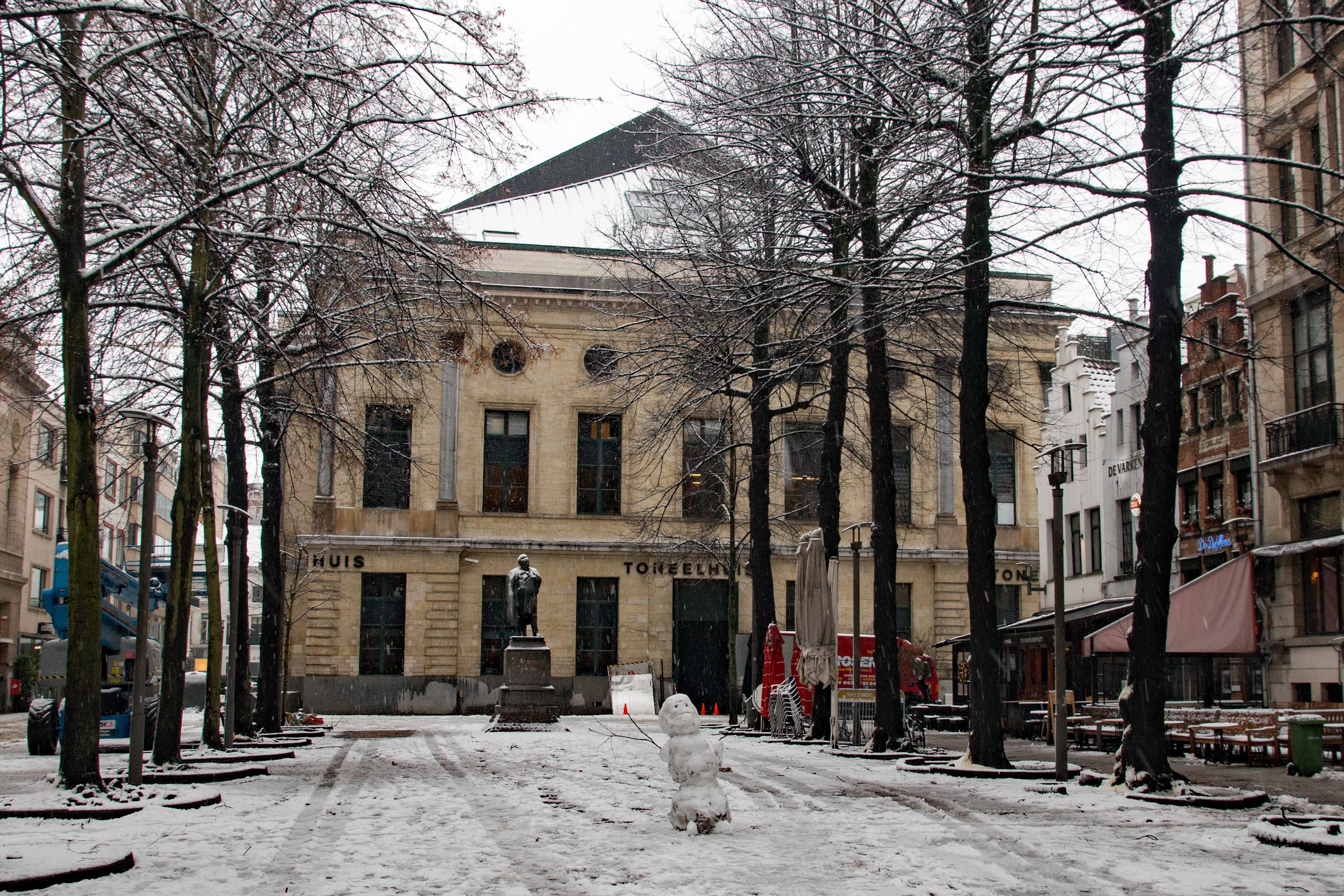
Bourlaschouwburg, achterzijde
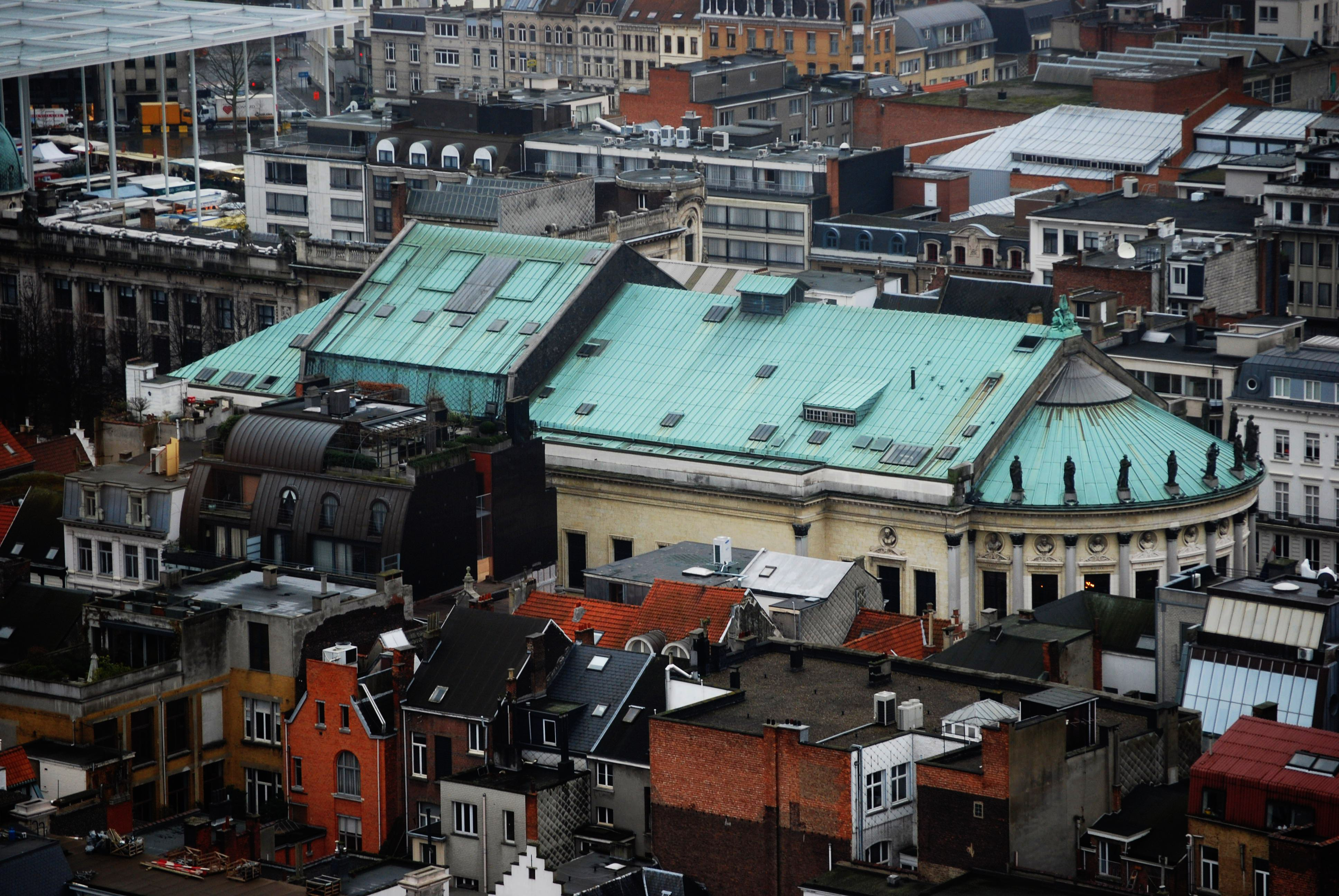
Bourlaschouwburg, vogelperspectief

## Trivia
- Voor de serie Het Huis Anubis werd in 2007 voor seizoen 2 in en rondom de Bourlaschouwburg opnames gemaakt, wat als decor stond als opera in de serie.
- In 2024 werd de Bourlaschouwburg in de verfilming van Arthur Japin's roman Een schitterend gebrek gebruikt als set voor de scenes die zich afspelen in de Amsterdamse Stadsschouwburg.